# Британская ассоциация диетологов
Британская ассоциация диетологов (British Dietetic Association (BDA)) — профессиональная ассоциация и профсоюз диетологов Великобритании. Основана в 1936 году. Является крупнейшей в Великобритании организацией специалистов в области питания. Входит в Британский конгресс профсоюзов и Шотландский конгресс профсоюзов. С 1983 года находится под патронажем королевы Великобритании. Офис ассоциации расположен в Бирмингеме. Официальное издание ассоциации — Journal of Human Nutrition and Dietetics.